# Parčić (Kistanje)
Parčić es una localidad de Croacia en el ejido del municipio de Kistanje, condado de Šibenik-Knin.

## Geografía
Se encuentra a una altitud de 334 m s. n. m. a 296 km de la capital nacional, Zagreb.

## Demografía
En el censo 2011 el total de población de la localidad fue de 22 habitantes. En la actualidad la población casi ha desaparecido con solo 2 hab.
| Gráfica de población de Parčić 1857-2011                            |
|                                                                     |
| Según los censos de población de la oficina estadística de Croacia. |